# Blublu
Blublu é uma aldeia da Ilha de São Tomé de São Tomé e Príncipe.